# Besmé
Besmé es una comuna francesa, situada en el departamento de Aisne, de la región de Alta Francia.

## Demografía
| 152 | 132 | 122 | 131 | 136 | 133 | 158 | 153 |
| Para los censos de 1962 a 1999 la población legal corresponde a la población sin duplicidades (Fuente: INSEE [Consultar]) |     |     |     |     |     |     |     |